# كريس بلاكبيرن
كريس بلاكبيرن (بالإنجليزية: Chris Blackburn)‏ (2 أغسطس 1982 بتشستر في المملكة المتحدة - ) هو لاعب كرة قدم بريطاني في مركز الدفاع. شارك مع منتخب إنجلترا لكرة القدم C ‏. أما مع النوادي، فقد لعب مع ستوكبورت كونتي وسويندون تاون ونادي ريكسهام ونادي تشستر سيتي وNevada Wonders ‏ ونادي تشورلي ونورثويتش فيكتوريا وتيلفورد يونايتد ونادي ألدرشوت تاون ونادي موركامب ونادي ويموث.

## وصلات خارجية
- كريس بلاكبيرن على موقع قاعدة بيانات كرة القدم.إي يو (الإنجليزية)
- كريس بلاكبيرن على موقع Soccerbase.com (لاعب) (الإنجليزية)